# Строчко, Андрей Иванович
Андрей Иванович Строчко (род. 30 октября 1968, Витебск) — советский и белорусский борец  классического (греко-римского) стиля.

## Биография
Родился в городе Витебске. Тренировался под руководством заслуженного тренера СССР Владимира Николаевича Изопольского и заслуженного тренера Республики Беларусь Петра Алексеевича Шашкова. В 1986 году стал победителем молодёжного первенства СССР и бронзовым призёром молодёжного первенства мира. В 1992 стал бронзовым призёром чемпионата СНГ и выиграл первый в истории чемпионат Республики Беларусь по греко-римской борьбе в тяжелом весе. В 1993 году закончил спортивную карьеру.

## Спортивные результаты
- Чемпионат СССР по борьбе среди молодёжи 1986 —
- Чемпионат мира по борьбе среди юниоров 1986[нем.] —
- Чемпионат СНГ по греко-римской борьбе 1992 —